# Cendea de Olza
Cendea de Olza (baskisch Oltza Zendea) ist eine spanische Gemeinde (municipio) in der Comunidad Foral de Navarra und der Comarca Ibarrak. Sie hat 1.842 Einwohner (Stand: 2024) und liegt nur wenige Kilometer westlich von Pamplona.
Cendea de Olza setzt sich aus neun Siedlungen zusammen, die den Status eines „concejo“ haben:
- Arazuri: 376 Einwohner.
- Artázcoz: 29 Einwohner.
- Asiáin: 153 Einwohner.
- Ibero: 215 Einwohner.
- Izcue: 73 Einwohner.
- Izu: 30 Einwohner.
- Lizasoáin: 75 Einwohner.
- Olza: 51 Einwohner.
- Ororbia: 533 Einwohner.

## Persönlichkeiten
- Miguel Angel Lecumberri Erburu (1924–2007) war Titularbischof von Lambiridi und Apostolischer Vikar von Tumaco in Kolumbien.